# Raul Martins
Raul Martins (wym. [ʁɐˈuɫ ˈmaʁtĩʃ]) – portugalski rugbysta i działacz sportowy. Dwudziestojednokrotny reprezentant Portugalii w rugby union mężczyzn. Przedstawiciel FIRA-AER w Międzynarodowej Radzie Rugby (IRB). Członek prezydium portugalskiego związku rugby union.
Jego pierwszym meczem w reprezentacji było spotkanie z Hiszpanią, które zostało rozegrane 26 marca 1967 w Lizbonie. Ostatni raz w reprezentacji zagrał 17 maja 1981 ze Szwecją w Lizbonie. Pierwszy rugbysta, który reprezentował Portugalię w trzech dekadach.